# Großsteingrab Teufelssteine
Het Großsteingrab Teufelssteine (ook wel Teufelsbett, Düvelssteine of Lehzensteine genoemd) is een ganggraf uit het neolithicum van het type Emsländische Kammer met Sprockhoff-Nr. 914 in Landkreis Osnabrück in de Duitse deelstaat Nedersaksen.
Het ligt op een hoogte tussen de Hase en de Belmer Bach. Het gebied rondom het bouwwerk werd in 1853 door de staat aangekocht. Het hunebed is onderdeel van de Straße der Megalithkultur.

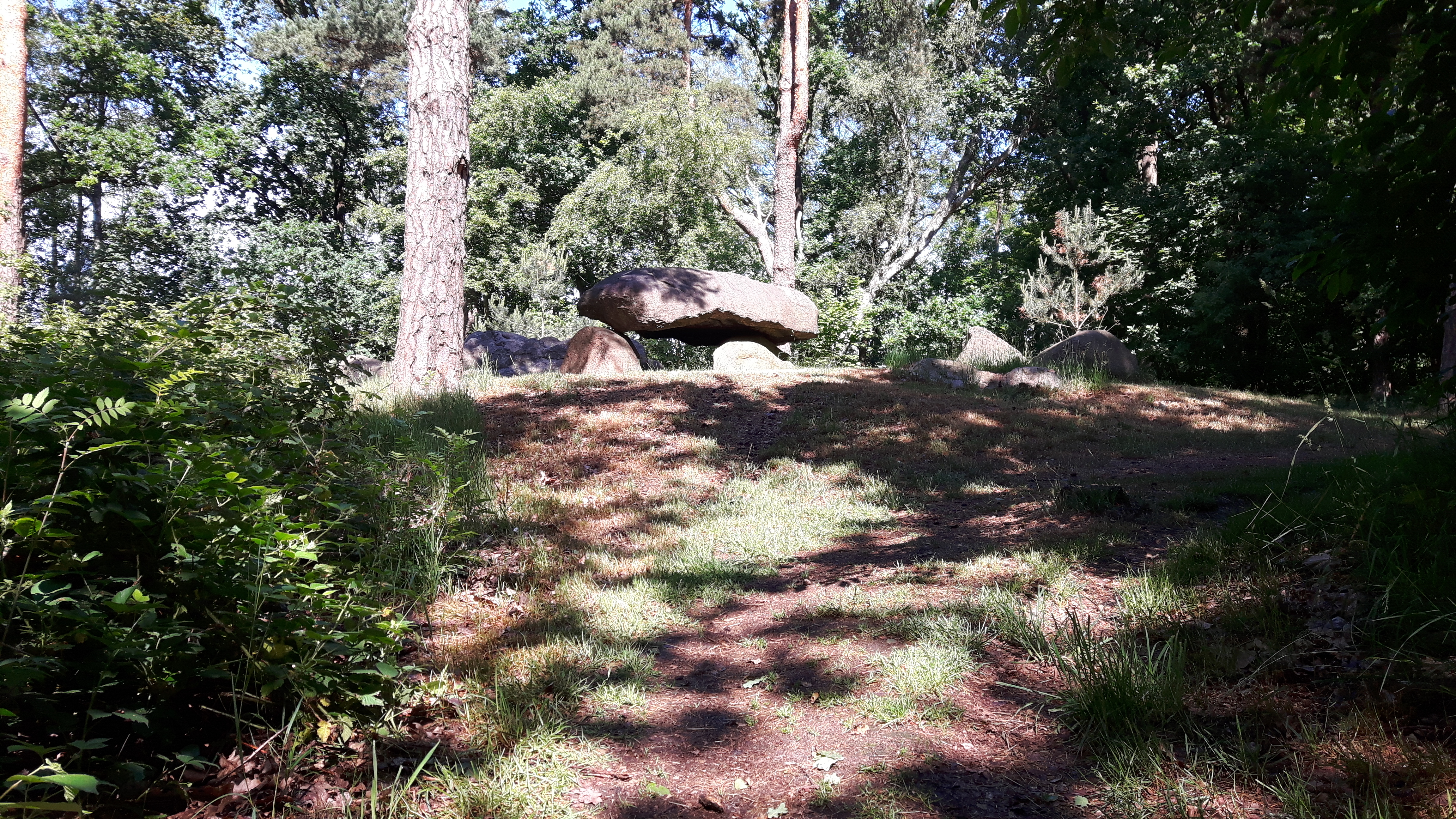
Het hunebed bij Osnabrück ligt op een heuvel

Het bouwwerk werd tussen 3500 en 2800 v.Chr. opgericht door de trechterbekercultuur. De Teufelssteine liggen in het noorden van het stadsdeel Lüstringen in Osnabrück, zuidwestelijk van Gretesch en in de buurt van het station van Lüstringen. In het stadsdeel liggen nog twee hunebedden; de Sundermannsteine en de Gretescher Steine.
De goed bewaard gebleven, oost-west georiënteerde grafkamer, ligt in een ovalen krans, waarvan nog een dozijn overgebleven zijn. De ca. 12,9 meter lange kamer heeft een breedte van ongeveer twee meter. Van de zes dekstenen en veertien draagstenen mist een. In het midden van de zuidelijke lengekant, tussen de derde en vierde draagsteen is een opening (de toegang) herkenbaar. Er missen enkele kransstenen.